# Équipe de Côte d'Ivoire de football aux Jeux olympiques d'été de 2008
L'équipe de Côte d'Ivoire olympique s'est qualifiée pour les Jeux olympiques d'été de 2008 en Chine. Son sélectionneur, depuis 2006, est le français Gérard Gili qui parvient à qualifier le pays pour la première fois à des phases finales de Jeux olympiques. La Côte d'Ivoire atteint le stade des quarts de finale, battue par le Nigeria.

## Effectif
- Vincent de Paul Angban (ASEC Mimosas)
- Christian Fabrice Okoua (Africa Sports)
- Serge Wawa (ASEC Mimosas)
- Mamadou Bagayoko (Africa Sports)
- Souleyman Bamba (Dumferline)
- Ousmane Viera Diarrassouba (CFR Cluj)
- Ladji Mékémé Tamla (Laval)
- Antoine N’Gossan (ASEC Mimosas)
- Anthony Moura-Komenan (FC Libourne-Saint-Seurin)
- Emmanuel Kouamatien Koné (CFR Cluj)
- Kafoumba Coulibaly (OGC Nice)
- Hervé Kambou (Charleroi)
- Angoua Brou (Kipest Honved)
- Gervinho (Le Mans)
- Sékou Cissé (Roda JC)
- Salomon Kalou (Chelsea)
- Abraham Guie Gneki (Kispest Honved)
- Franck Dja-Djédjé